# Stiftlandmuseum Waldsassen

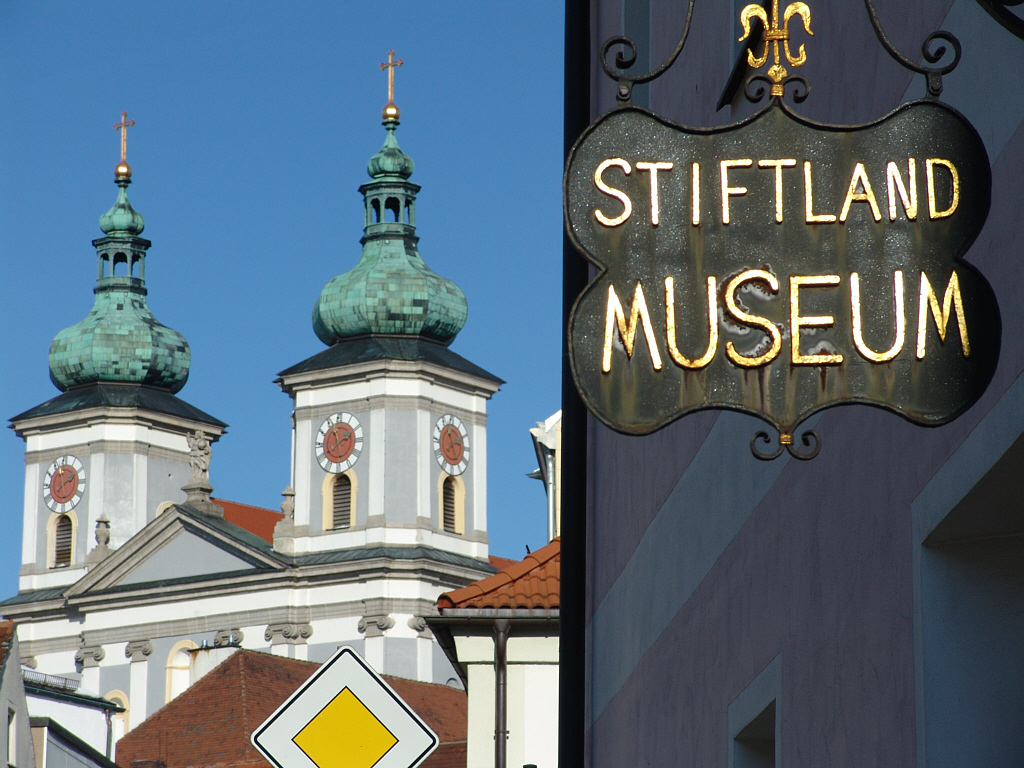
Am Stiftlandmuseum. Im Hintergrund die Türme der Basilika des Klosters Waldsassen

Das Stiftlandmuseum Waldsassen wurde 1975 im alten Rathaus der Stadt Waldsassen eröffnet und beschäftigt sich mit der Geschichte des Stiftlandes.

## Geschichte
Das Heimatmuseum wurde durch den Gerwigkreis e. V. im Oberpfälzer Waldverein in Waldsassen gegründet und liegt in der Trägerschaft der Stadt Waldsassen. Bereits im Jahr 1927 wurde die Gründung eines „Stiftlandsmuseums“ gefordert, aber erst durch die Initiative des Vereins ab 1972 wurde die Idee verwirklicht. Die Ehrenamtlichen begannen regionale Objekte zu sammeln und die Ausstellung zu gestalten. Mit dem Stadtratsbeschluss vom 16. Dezember 1974 wurde der Name Stiftlandmuseum Waldsassen festgelegt. 1977 kam es zu einer Erweiterung der Ausstellungsfläche durch die Übernahme des Gebäudes hinter dem alten Rathaus. Ab 1992 erfolgte eine Neukonzeption des Museums und die umfangreiche Sanierung der Gebäude. Die Neueröffnung des Museums mit einem Festakt fand 1997 statt.

## Inhalt
Das Museum präsentiert unter anderem die Stadt- und Regionalgeschichte mit dem Schwerpunkt auf dem Einfluss durch das Kloster Waldsassen. Eine umfangreiche Sammlung an Werkzeugen und Werkstätten zeigt, welche historischen Handwerker es gab und wie sie gearbeitet haben. Beispiele hierfür sind der Schmied, der Schuster oder auch der Buchbinder. Ein eigener Raum zur Waldsassener Glashütte Lamberts ist ebenso untergebracht. Mit dem Fokus auf bäuerliches Leben sind sowohl Bauernstuben als auch landwirtschaftliche Geräte in einer weiteren Abteilung ausgestellt. Die Chodauer Heimatstube erinnert an die Vertreibung der Deutschen aus der Tschechoslowakei. Komplette Einrichtungen von Läden aus der Region vermitteln einen Eindruck vom früheren Leben. Dazu zählen beispielsweise der Friseur, der Kramerladen, der Zahnarzt und der Hutmacher. Eine weitere Abteilung zeigt die ehemalige Münchenreuther Dorfschule, die 1979 im Museum eingebaut wurde. Gezeigt werden außerdem Objekte aus der Volksfrömmigkeit, der Porzellanindustrie und ein Zoigl-Keller.
Zudem gibt es eine Sammlung von Mineralien aus dem geologisch interessanten, durch den Vulkanismus geprägten Gebiet der nördlichen Oberpfalz und dem Egerland, die Goethe bei seinen Aufenthalten in Franzensbad, Marienbad und Karlsbad erforschte und über die er berichtete.
Das Stiftlandmuseum Waldsassen ist Teil des Museumsverbundes das zwoelfer – Museen im Landkreis Tirschenreuth.